# 刘文新 (1967年)
刘文新（1967年5月—），男，汉族，江西萍乡人。1985年8月参加工作，1995年5月加入中国共产党，中共中央党校研究生学历。贵州省第十二届、十三届人大代表。中华人民共和国政治人物。

## 生平
1985年8月，毕业于修文师范学校师范专业。2006年12月，任中共贵阳市委常委、统战部长。2011年6月，任贵阳市人民政府副市长。2014年1月，任中共贵阳市委副书记、市长。2017年8月，任中共黔西南州委书记。2022年3月，改任中共贵州省委政法委副书记，直至当年10月因为涉嫌严重违纪违法，而接受贵州省纪委监委纪律审查和监察调查。
2023年9月，劉文新被開除党籍和公职。经审理查明：2003年至2022年，被告人刘文新利用担任共青团贵阳市委书记，贵阳市南明区代理区长、区长，贵阳市委常委、统战部部长，贵阳市副市长、市长，贵阳市三桥马王庙片区开发建设指挥部指挥长，黔西南州委书记，贵州省委政法委副书记等职务上的便利以及职权、地位形成的便利条件，为相关单位和个人在土地出让、工程承揽、项目推进等事项上提供帮助，单独或者伙同他人非法收受财物共计折合人民币6.09亿余元，其中部分未实际取得；2018年至2022年，刘文新为谋取不正当利益，向相关国家机关工作人员行贿共计折合人民币48.65万元；2021年6月至2022年6月，刘文新为掩饰受贿犯罪所得，将价值人民币1476万余元的黄金、港币转换为现金使用；2020年1月4日，刘文新以逃避安检的方式，将25把管制刀具随身携带至民用航空器内，严重危及公共安全。2024年12月23日，贵州省黔东南苗族侗族自治州中级人民法院一审以受贿、行贿、洗钱、非法携带管制刀具危及公共安全四项罪名，判处刘文新死缓，剥夺政治权利终身，并处没收个人全部财产；在其死刑缓期执行二年期满依法减为无期徒刑后，终身监禁，不得减刑、假释。